# Heliura quadriflavata
Heliura quadriflavata là một loài bướm đêm thuộc phân họ Arctiinae, họ Erebidae.